# Eriauchenius vadoni
Eriauchenius vadoni is een spinnensoort uit de familie Archaeidae. De soort komt voor in Madagaskar.